# Obvezni izvod
Obvezni izvod je izvod publikacije, ki ga mora po zakonu zavezanec, navadno izdelovalec ali založnik, oddati določeni ustanovi, organu, navadno knjižnici.. Njegov namen je zagotoviti ohranjanje in dostopnost določenega števila vseh publikacij. Omogoča izdelavo nacionalne bibliografije in pripravo podatkov o slovenski založniški produkciji.

## Zgodovina
Obvezni izvod je prvič uvedel Franc I. Francoski leta 1537 z ukazom imenovanim Ordonnance de Montpellier. Prepovedal je prodajo vseh knjig, katerih izvod ni bil najprej oddan in shranjen v njegovi knjižnici. Sprva je bil namen obveznega izvoda nadzor tiska in cenzura, sčasoma pa je prerasel v ohranjanje vsega, kar je vredno branja, za prihodnje rodove. Namen zakonodaje obveznega izvoda je bil tudi oblikovanje in hranjenje kraljeve ali nacionalne zbirke, obenem pa je bil pogoj za pridobitev tiskarskih privilegijev. Funkcija obveznega izvoda se je sčasoma razširila še na izdelovanje nacionalne bibliografije in ohranjanje temeljne nacionalne zbirke za namene raziskovanja. Zgledu Franca I. so sledile druge države. Ferdinand II. Habsburški je leta 1624 zahteval, da se izvod vsake izdane knjige pošlje knjižnici na njegovem dvoru. V Veliki Britaniji se je obvezni izvod pojavil leta 1610 z dogovorom Sir Thomasa Bodleya in Stationer's Company. Po dogovoru je knjižnica Oxfordske univerze dobila zastonj izvode vseh novih knjig, ki so jo natisnili člani Stationer's Company. Leta 1662 je dogovor potrdil zakon. Obvezni izvod obstaja na Švedskem od leta 1661, Danskem 1697 in Finskem od 1702. V 18. stoletju je obvezni izvod postal zahteva za pravno zaščito avtorskih pravic, kar je Bernska konvencija, prva mednarodna pogodba o avtorskih pravicah, leta 1886 prepovedala. Večina držav je obvezni izvod obdržala, ampak ne kot zahtevo za avtorske pravice. Na Slovenskem se je obvezni izvod prvič pojavil leta 1807, ko je združena dvorna pisarna Avstrijskega cesarstva je izdala dekret, s katerim je Licejska knjižnica v Ljubljani (prednica današnje Nacionalne univerzitetne knjižice) dobila pravico do prejema obveznega izvoda knjig, ki so bile tiskane na Kranjskem.

## Obvezni izvod v Sloveniji danes
Obvezni izvod na Slovenskem danes določa Zakon o obveznem izvodu publikacij. Zakon definira obvezni izvod kot določeno število publikacij istega naslova, ki so izdane, založene, izdelane, prirejene ali fizično ali elektronsko distribuirane za uporabo v Republiki Sloveniji in ki jih mora zavezanec v skladu s tem zakonom poslati ali predložiti nacionalni depozitarni organizaciji ali ji mora omogočiti njihov prevzem. Obvezni izvod zajema tudi publikacije, ki so izšle v tujini, če imajo njihovi založniki sedež ali podružnico v Republiki Sloveniji ali so namenjene za distribucijo v Republiki Sloveniji ter so v slovenščini ali so prilagojene slovenskemu trgu. Obvezni izvod zajema različne vrste publikacij: tiske (knjige, brošure, serijske publikacije, separati, muzikalije, kartografsko gradivo in drobni tisk – razglednice, plakati, nalepke, vizitke, večje tiskovine, prospekti, koledarji, katalogi, gledališki in drugi programi, navodila), zvočne zapise, slikovne zapise, elektronske publikacije in tudi publikacije, ki so kombinacija že naštetih vrst.
Zavezanci za obvezni izvod so založniki, izdajatelji in distributerji s prebivališčem v Republiki Sloveniji.
Nacionalna depozitarna organizacija je Narodna in univerzitetna knjižnica v Ljubljani. Druge depozitarne organizacije so: Univerzitetna knjižnica Maribor, osrednje območne knjižnice (Goriška knjižnica Franceta Bevka Nova Gorica; Knjižnica Ivana Potrča Ptuj, Knjižnica Mirana Jarca Novo mesto, Knjižnica Otona Župančiča Ljubljana, Mariborska knjižnica, Koroška osrednja knjižnica dr. Franca Sušnika Ravne na Koroškem, Osrednja knjižnica Celje, Osrednja knjižnica Kranj, Osrednja knjižnica Srečka Vilharja Koper, Pokrajinska in študijska knjižnica Murska Sobota), osrednji knjižnici Slovencev v zamejstvu (Narodna in študijska knjižnica, Trst in Slovenska študijska knjižnica, Celovec).
Zavezanci so dolžni nacionalni depozitarni organizaciji poslati kot obvezni izvod 4 izvode. Tudi pri drobnem tisku se vedno pošljejo 4 izvodi. Nacionalna univerzitetna knjižnica dva izvoda obdrži, dva pa gresta  v Univerzitetno knjižnico Maribor. Če je bila publikacija izdana z javnimi sredstvi ali je njen založnik pravna oseba javnega prava ali tuja pravna oseba javnega prava s podružnico v Sloveniji, so založniki dolžni poslati 16 izvodov. V tem primeru gresta po dva izvoda v Nacionalno univerzitetno knjižnico in Univerzitetno knjižnico Maribor, po en pa gre v osrednje območne knjižnice in osrednji knjižnici Slovencev v zamejstvu. Manj kot 4 izvodi se pošljejo v primeru, da gre za elektronsko publikacijo (1), večji plakati (1 elektronski izvod), doktorsko disertacijo (2) ali izredno drago publikacijo – nad 1000 evrov (2). V tem primeru Narodna in univerzitetna knjižnica obdrži vse obvezne izvode. Publikacij, ki imajo naklado manj kot 50 izvodov ni potrebo pošiljati. Narodna in univerzitetna knjižnica in Univerzitetna knjižnica Maribor obvezne izvode trajno hranita v svojih zbirkah. Druge depozitarne organizacije obvezne izvode lahko izločajo.

### Zajemanje obveznega izvoda spletnih publikacij
Spletne publikacije zajema Narodna in univerzitetna knjižnica po Pravilniku o vrstah in izboru elektronskih publikacij za obvezni izvod. Vsaka zajeta spletna stran mora ustrezati vsaj enemu splošnemu in enemu posebnemu kriteriju iz tega pravilnika.
Splošni kriteriji za zajem so dela slovenskih avtorjev, dela v slovenskem jeziku, dela o Sloveniji.
Posebni kriteriji za zajemanje spletnih publikacij so:
- vsebina je samostojna in ima trajnejšo intelektualno ali umetniško vrednost;
- publikacije, ki jih objavljajo institucije ter strokovno, umetniško in družbeno priznani avtorji;
- publikacije, pri katerih obstajajo metapodatki;
- domena je .si razen če izpolnjuje splošne kriterije za zajem ( v tem primeru je lahko tudi .eu, .com, .net, .info, .org ... );
- publikacije, ki so objavljene v izmenljivem formatu xml, oziroma v razširjenih in standardiziranih formatih podatkov (pdf, doc, html, rtf, odt ….); Narodna in univerzitetna knjižnica zajema publikacije v formatih, v katerih so objavljene.

Narodna in univerzitetna knjižnica ne zajema iskalnikov, iger, spletnih publikacij, izrazito namenjenih promociji in oglaševanju, spletnih publikacij, ki so kompilacija drugih virov oziroma ne vsebujejo izvirnih vsebin, portalov in drugih spletnih publikacij, ki so namenjene zgolj organizaciji informacij, klepetalnic, delovnih različic spletnih publikacij,  poštnih seznamov, osebnih spletnih strani, forumov, blogov, gradiva, razpošiljanega prek e-pošte, novic, podatkovnih zbirk.
Publikacije zajema s pomočjo računalniških programov za samodejni zajem (roboti). Program za samodejni zajem, ki ga uporablja Narodna in univerzitetna knjižnica se imenuje Heritrix, vmesnik za delo z njim pa Web
Curator Tool (WCT). Za prikaz zajetih vsebin se uporablja Wayback Machine.